# بشير القمري
بشير القمري (10 يناير 1951، الناظور - 24 يونيو 2021، الرباط) هو ناقد أدبي وروائي وكاتب مسرحي مغربي. يتوزع إنتاجه بين النقد الأدبي والنقد السينمائي والكتابة القصصية والمسرحية والترجمة.

## مسيرته
وُلد في 10 يناير 1951 في الناظور. حصل على شهادة الباكالوريا في الآداب العربية سنة 1968، والإجازة في الأدب العربي سنة 1975، وشهادة الدروس الجامعية العليا سنة 1982، ودكتوراه السلك الثالث سنة 1987.
اشتغل أستاذا جامعيا بكل من كلية الآداب بالقنيطرة، وكلية الآداب والعلوم الإنسانية بالرباط.
بدأ النشر سنة 1972 بجريدة العلم، وقد انضم إلى اتحاد كتاب المغرب سنة 1976، وظل عضوا بمكتبه المركزي من 1996 إلى 2004.

## أعماله[4]
- 1991: شعرية النص الروائي، شركة البيادر للنشر والتوزيع، الرباط
- 1992: الأسلوب السردي ونحو الخطاب المباشر والخطاب غير المباشر، لآن بانفيلد، اتحاد كتاب المغرب
- 1992: طرائق تحليل السرد الأدبي، مجموعة من الكتاب، ترجمة حسن بحراوي، بشير القمري، رشيد بن حدو، سعيد بنكراد، اتحاد كتاب المغرب، الرباط
- 1995: المحارب وبالأسلحة: مجموعة قصصية، البوكيلي للنشر، القنيطرة
- 1996: حفريات المدن: نصوص، البوكيلي للنشر، القنيطرة
- 1997: سر البهلوان: نص روائي، البوكيلي للنشر، القنيطرة
- 1998: رجعة ليلى العامرية - التنين: مسرحيتان، أوبتيما، الرباط
- 1999: في التحليل الدراماتورجي للنص، منشورات شراع، طنجة
- 2000: مجازات: دراسات في الإبداع العربي المعاصر، دار الآداب، بيروت
- 2000: دراسات، دار الآداب، بيروت
- 2006: حرب البسوس (رواية)، دار أبي رقراق للطباعة والنشر
- 2007: اللجنة: فتنة؛ ثرثرة على ضفاف أبي رقراق (3 مسرحيات)، البوكيلي للنشر، القنيطرة
- 2002: إكليدن: تراجيديا ملحمية، البوكيلي للنشر، القنيطرة
- 2005: دراسات في السينما، سلسلة منشورات الزمن، العدد 45
- 2007: بويطيقا التغير نص مطبوع نحو كتابة مسرحية متعالية، لأرثر ميلر، منشورات وزارة الثقافة، الرباط
- 2010: أحيدوس: فرجة مسرحية
- 2011: النص: العرض في المسرح، التنوخي للطبع والنشر، الرباط
- 2015: مقاربات نقدية في نصوص سردية: روايات وسير ذاتية، دار التوحيدي

## وفاته
تُوفي يوم الخميس 24 يونيو 2021 بالرباط، بعد معاناة مع المرض.